# L'Autre Côté du rêve (téléfilm)
Cet article concerne le téléfilm de Philip Haas. Pour le roman de Ursula K. Le Guin, voir L'Autre Côté du rêve.
Pour plus de détails, voir Fiche technique et Distribution.
L'Autre Côté du rêve (parfois crédité aussi sous son titre original : Lathe of Heaven) est un téléfilm américain de 2002, réalisé par Philip Haas et écrit par Alan Sharp (en), d'après le roman L'Autre Côté du rêve d'Ursula K. Le Guin. Une première adaptation cinématographique, The Lathe of Heaven, avait été faite en 1980, ce téléfilm peut être considéré soit comme un remake de ce premier film soit comme une toute nouvelle adaptation du roman. Il a été diffusé pour la première fois le 29 octobre 2002 aux États-Unis sur A&E.

## Synopsis
Dans un futur proche, un homme a remarqué, au fil de ses expériences, que ses rêves avaient le pouvoir d'influer sur la réalité. Il essaye de contrôler ses rêves, puis tout simplement de s'empêcher de rêver, effrayé par la portée de son pouvoir.

## Distribution
- James Caan : Dr. William Haber
- Lukas Haas : George Orr
- Lisa Bonet : Heather Lelache
- David Strathairn : Mannie
- Serge Houde : le juge
- Sheila McCarthy : Penny

## Récompenses

### Nominations
- Saturn Award du meilleur téléfilm 2003